# Cidade dos Funcionários (Fortaleza)
Cidade dos Funcionários é um bairro de Fortaleza localizado na zona sul da cidade. A região foi adquirida há mais de 50 anos pelo governo do estado, loteada e vendida para funcionários públicos do estado. De onde foi tirado o seu atual nome. É um dos bairros mais populosos de Fortaleza, e onde fica localizada a Igreja da Glória, uma das mais procuradas na cidade para casamentos católicos.
Ultimamente o bairro cresceu muito, está localizado na região que mais cresce na cidade de Fortaleza, ano após ano, mais prédios, condomínios e casas são construídas. No bairro existem diversos comércios, restaurantes, padarias, shoppings, escolas, praças, farmácias, supermercados, igrejas, postos de combustível, entre outros. Também está localizado o Parque del Sol, um grande complexo de condomínios. Também é considerado um pólo gastronômico, com diversos restaurantes.